# Villiaumita
La villiaumita es un mineral de la clase de los minerales haluros, y dentro de esta pertenece al llamado “grupo de la halita”. Fue descubierta en 1908 en una de las islas de Los (Guinea), siendo nombrada así en honor de Maxime Villiaume, explorador francés recolector de minerales.

## Características químicas
La villiaumita es un mineral que puede ser incoloro, amarillo, rojo, carmesí, rosa, lavanda, naranja o naranja-marrón, en forma de masas granulares o, más raramente, en forma de cristales cúbicos hasta 15 cm . Su brillo es vítreo y es transparente a translúcido. Es frágil y quebradizo, tiene un escote perfecto y fractura concoidal. La villiaumita es un mineral blando cuya dureza varía entre 2 y 2,5 en la escala de dureza de Mohs. La densidad medida es de 2.79. Tiene un pleocroísmo carmín profundo de acuerdo a la óptica de dirección O o amarillo, dependiendo de la dirección óptica E. Su línea es de color blanco a rosa blanca y tiene naranja fluorescente de color rojo a menudo negro, amarillo a baja ultravioleta. Uniaxial birrefringencia anómala negativo, puede ser detectada de vez en cuando en algunas muestras.
Debido a su forma, color y algunas de sus características, la villiaumita pueda ser confundido con la fluorita.

### Química
La villiaumita está formada en cuestión de átomos por un átomo de sodio y otro de flúor (Fluoruro de sodio). La villiaumita puede tener impurezas raras. Las más comunes son las impurezas de aluminio, que puede estar en una proporción de más del 0,04 %

### Propiedades químicas
La villiaumita es una sal, es muy soluble en agua. Por lo tanto, se debe mantener en un lugar seco. Si es posible, usar un secador de aire para eliminar cualquier humedad que podría destruirlo.

## Formación y yacimientos
Se forma en pequeñas cavidades en rocas alcalinas de sienita con nefelina o en pegmatitas de sienita, en facies de yacimientos lacustres.
Suele encontrarse asociado a otros minerales como: egirina, sodalita, nefelina, neptunita, lamprofilita, pectolita, serandita, eudialita, ussingita, chkalovita o zeolitas.
También se encuentra en los depósitos de lechos de los lagos.

### Depósitos de productores notables ejemplares
- Brasil
- Canadá
- Estados Unidos
- Guinea
- Kenia
- Namibia
- Rusia

## Usos
La villiaumita tiene muy baja dureza, que va de 2 a 2'5, lo que la hace muy difícil de cortar. Sin embargo, los depósitos del Mont-Saint-Hilaire, las montañas de Khibiny y Namibia producen especímenes muy raros que pueden ser recortados. El precio de estas piedras bien cortadas a menudo varía alrededor de 500 a 1000 dólares por quilate. Además, el comportamiento en el aire libre de este mineral hace que la conservación de estos sea muy difícil en la joyería, de ahí su muy bajo uso de operación por los joyeros.
La villiaumita también se puede utilizar como el mineral de fluoruro de sodio, en polvo, que puede ser utilizado en la metalurgia o en las imágenes médicas.
Puede ser tallada y empleada en joyería como gema de gran belleza.
Es venenoso, puede resultar fatal si se ingiere o inhala, causando irritación en mucosas, ojos y aparato respiratorio; el aspecto de caramelo que tiene esta gema resulta especialmente peligroso, pues si un niño lo ingiere le resultaría mortal.

## Precauciones
El Villiaumita es un mineral altamente tóxico; de hecho, el fluoruro de sodio, del que está compuesto es muy tóxico y sólo respirar o inhalar el polvo puede ser peligroso, puede afectar el sistema circulatorio, corazón, esqueleto , sistema nervioso central y los riñones. Pueden llegar a producir la muerte. Por otro lado, es muy irritante para la piel, ojos y tracto respiratorio.
Si es inhalado, es necesario partir de fuentes de polvo, sonarse la nariz, respirar bajo oxígeno artificial si es necesario y / o consultar a un médico. En caso de contacto con los ojos y la piel, se debe enjuagar con abundante agua y vigilar si hay complicaciones.

## Toxicología

### Exposición
Los fluoruros se encuentran naturalmente en rocas en el suelo, y en carbón y arcilla en la corteza terrestre. Se liberan al aire en polvo que levanta el viento.
Los fluoruros que se encuentran en polvo que sopla el viento se encuentran generalmente en partículas más grandes.
Estas partículas caen al suelo por la gravedad o son removidas del aire por la lluvia. Los fluoruros adheridos a partículas muy pequeñas pueden permanecer en el aire durante muchos días.
Los fluoruros que se liberan al aire se depositan eventualmente en el suelo o en el agua.
Usted puede estar expuesto a pequeñas cantidades de fluoruro al respirar aire, tomar agua o ingerir alimentos. También a través de la dieta. Mientras los alimentos generalmente contienen niveles bajos de fluoruros, los alimentos cultivados en áreas donde los suelos tienen cantidades altas de fluoruros o donde se usaron abonos con fosfatos pueden tener niveles más altos de fluoruros.

### Metabolismo
Generalmente, la mayor parte del fluoruro que usted traga en los alimentos o el agua pasa rápidamente a través del tubo digestivo a la corriente sanguínea. Sin embargo, la cantidad que entra a la corriente sanguínea también depende de factores tales como la cantidad de fluoruro que usted tragó, la cantidad de fluoruro que se disuelve en agua, si usted comió o bebió algo recientemente y de lo que comió o bebió. Su edad y su estado de salud influencian lo que le sucede al fluoruro una vez dentro de su cuerpo. Después de entrar a su cuerpo, cerca de la mitad del fluoruro abandona el cuerpo rápidamente en la orina, generalmente dentro de 24 horas, a menos que se ingieran grandes cantidades (20 mg o más, lo que corresponde a la cantidad presente en 20 litros o más de agua fluorada). La mayor parte del fluoruro que permanece en su cuerpo es almacenado en los huesos y los dientes.
Cuando usted respira aire que contiene polvos de fluoruro, esta sustancia pasa rápidamente a través de los pulmones a la corriente sanguínea. Cuando el ácido fluorhídrico hace contacto con la piel, la mayor parte pasa rápidamente a la sangre a través de la piel. La cantidad que pasa a la sangre depende de la concentración del ácido fluorhídrico y del tiempo que permanece en la piel. Casi todo el fluoruro que entra al cuerpo de esta manera es eliminado rápidamente del cuerpo en la orina, aunque cierta cantidad es almacenada en los huesos y los dientes.

### Mecanismo toxicológico
Dentro de los mecanismos fisiopatológicos involucrados en el daño producido en una intoxicación aguda o crónica con NaF se ha descrito la producción excesiva de radicales libres derivados del oxígeno (RLO; también llamadas especies reactivas derivadas del oxígeno). Por su alta reactividad química, los RLO producen alteraciones en las principales macromoléculas (proteínas, carbohidratos, lípidos, ácidos nucléicos, etcétera) de la célula, lo que puede provocar trastornos generales en el metabolismo intermedio, tal como ha sido descrito en otros procesos patológicos en los que se ha comprobado que existe alta producción de RLO como sucede en diabetes mellitus, ateroesclerosis, artritis reumatoide o en intoxicación con diversos compuestos químicos, metales pesados y/o fármacos.
Para evitar el daño provocado por los RLO, la célula cuenta con varias enzimas conocidas como antioxidantes que se encargan de neutralizarlos. Las principales enzimas antioxidantes en todas las células son la superóxido dismutasa (SOD), la catalasa y la glutatión peroxidasa, las cuales actúan sinérgicamente para neutralizar y eliminar a los RLO.
Cuando existe un exceso en la producción de RLO o las defensas antioxidantes se agotan en el organismo, se produce una condición conocida como estrés oxidativo en donde los RLO reaccionan con todos los componentes de la célula y pueden dañarla al grado de provocarle la activación de los mecanismos de apoptosis (muerte celular programada). Dentro de las manifestaciones de la existencia de un estrés oxidativo se encuentra la alteración en la actividad de las enzimas antioxidantes (SOD, catalasa y glutatión peroxidasa), por lo que la determinación de su actividad específica es considerada un buen sensor del estatus antioxidante de la célula y en el eritrocito estas enzimas se encuentran acopladas entre sí para la eliminación de los RLO.

### Intoxicación
- Infertilidad en hombres: la exposición crónica al fluoruro de sodio a través del uso de geles con alta concentración de este mineral sería responsable, junto a otros factores, de la disminución en la motilidad de los espermatozoides, reduciendo así, la tasa de fertilidad masculina. el uso de estos geles aumentan las concentraciones de fluoruro en sangre y esto se asocia a una disminución en la producción de testosterona.
- Cáncer de huesos: la exposición al fluoruro estaría asociada al desarrollo de osteosarcoma (cáncer de huesos) solo en casos de exposición a edades tempranas. Esto se debería a que el fluoruro se acumula en huesos. Este compuesto estimula la formación de osteoblastos (células formadoras de nuevos tejidos óseos). Además, el fluoruro sería un mutágeno (sustancia con capacidad para producir cambios genéticos) en altas concentraciones.
- Enfermedades cardiovasculares: de acuerdo a un estudio llevado a cabo en pacientes expuestos crónicamente al fluoruro de sodio, el grado de fluorosis de los huesos está directamente relacionado con el grado de disfunción cardíaca. Sobre la base de estos resultados, el consumo permanente de agua fluorada es peligroso para los huesos y para el sistema cardiovascular.

### Prevención
- Verificar la concentración de fluoruro del agua potable (no debe ser más de 1 ppm). en caso de ser alta, reemplazar por agua mineral o agua destilada.
- Evitar uso de geles o espumas fluoradas por largos períodos de tiempo.
- Si está tomando un suplemento de vitaminas o minerales, verifique que cantidad de flúor aporta y consulte a su médico para saber si esto es correcto.
- No debe dejar de utilizar pasta dental con flúor. Sólo se recomienda su discontinuación en el uso ante la prescripción del odontólogo.